# Marwan al-Shehhi
Marwan Yousef Mohamed Rashid Lekrab al-Shehhi (em árabe: مروان يوسف محمد رشيد لكراب الشحي, translit. Marwān Yūsuf Muḥammad Rashīd Likrāb al-Shiḥḥī; Recoima, 9 de maio de 1978 - Nova Iorque, 11 de setembro de 2001) foi um terrorista da Al-Qaeda dos Emirados Árabes Unidos que atuou como piloto-sequestrador do voo 175 da United Airlines, colidindo um Boeing 767 na Torre Sul do World Trade Center como parte dos ataques de 11 de setembro de 2001. Ele foi um dos cinco sequestradores a bordo da aeronave e um dos dois emiradenses que participaram dos ataques, o outro sendo Fayez Banihammad, que o ajudou a sequestrar o mesmo avião.
Al-Shehhi era um estudante dos Emirados Árabes Unidos que se mudou para a Alemanha em 1996 e logo se tornou amigo íntimo de Mohamed Atta, Ziad Jarrah e Ramzi bin al-Shibh, formando a chamada "célula de Hamburgo". Juntos, após jurarem suas vidas pelo martírio, tornaram-se líderes dos ataques de 11 de setembro. No final de 1999, al-Shehhi, Atta, Jarrah e bin al-Shibh viajaram para campos de treinamento de terroristas no Afeganistão e se encontraram com Osama bin Laden, que recrutou os quatro membros da célula de Hamburgo para os ataques nos Estados Unidos. Ele chegou aos Estados Unidos em maio de 2000, um mês antes de Atta. Atta, Al-Shehhi e Jarrah haviam sido treinados como pilotos na Flórida na Huffman Aviation, obtendo suas licenças de piloto comercial em dezembro de 2000 e janeiro de 2001 da FAA.
Al-Shehhi passou seu tempo fazendo preparativos para o próprio ataque, como se encontrar com planejadores cruciais no exterior, auxiliar na chegada dos sequestradores a bordo dos outros voos e viajar em voos de vigilância para determinar detalhes sobre como ocorreria o sequestro. Em 9 de setembro de 2001, ele viajou da Flórida para Boston, onde ficou no Milner Hotel até 11 de setembro. Após embarcar no voo 175 da United Airlines no Aeroporto Internacional Logan, al-Shehhi e outros 4 sequestradores esperaram 30 minutos do voo para realizar seu ataque, o que então permitiu que al-Shehhi assumisse o controle como piloto e, às 9h03min, 17 minutos depois que Mohamed Atta colidiu com o voo 11 da American Airlines na Torre Norte, al-Shehhi colidiu com o Boeing 767 na Torre Sul do World Trade Center, entre os andares 77 e 85. Aos 23 anos, ele foi o piloto-sequestrador mais jovem a participar dos ataques. O impacto do Boeing 767 na Torre Sul foi transmitido ao vivo na televisão quando aconteceu. Às 9h59min, após 56 minutos de incêndio, o arranha-céu de 110 andares desabou, matando centenas de pessoas, incluindo cerca de 900 funcionários de escritório e socorristas.

## Primeiros anos
Al-Shehhi nasceu em Ras al-Khaimah, em 9 de maio de 1978, nos Emirados Árabes Unidos, filho de um clérigo muçulmano dos Emirados que faleceu em 1997 e de uma mãe egípcia. Descrito como um muçulmano tranquilo e devoto, é difícil obter detalhes sobre a vida de al-Shehhi nos Emirados Árabes Unidos. De acordo com um artigo de outubro de 2001 no The New York Times, "Se os moradores da cidade natal de Al-Shehhi ouviram falar dele antes, certamente não sairiam contando a estranhos. Nas quatro horas passadas na comunidade, não foi identificado nenhum endereço e ninguém - policiais, bombeiros, pedestres ou autoridades locais - fez mais do que dar de ombros quando mencionavam seu nome."
Após se formar no ensino médio em 1995, al-Shehhi se alistou no exército dos Emirados Árabes Unidos e passou meio ano em treinamento básico antes de ser admitido em um programa de bolsas militares que lhe permitiu continuar seus estudos na Alemanha. Ao chegar na Alemanha em abril de 1996, al-Shehhi se mudou para um apartamento, que compartilhou com outros três estudantes bolsistas por dois meses antes de se hospedar com uma família alemã local. Vários meses depois, ele se mudou para seu próprio apartamento. Aqueles que o conheciam descreviam al-Shehhi como uma pessoa muito religiosa e amigável que usava roupas ocidentais e às vezes alugava carros para viagens a Berlim, França e Holanda.
Sua professora na Alemanha, Gabriele Bock, o lembra como alguém que parecia estar lutando para fazer planos para o futuro enquanto estudava lá.
Enquanto estava na Alemanha, al-Shehhi se matriculou na Universidade de Bonn após concluir um curso de alemão. Ele deixou a Alemanha em junho de 1997 para resolver problemas em casa, embora a universidade o proibisse. No início de 1998, al-Shehhi transferiu-se para a Universidade Técnica de Hamburgo. Um estudante com dificuldades, al-Shehhi foi orientado pelos administradores do programa de bolsas a repetir um semestre de seus estudos em Bonn a partir de agosto de 1998. Al-Shehhi não se matriculou novamente em Bonn até janeiro de 1999 e continuou a ter dificuldades com seus estudos. Em julho de 1999, Marwan voltou a Hamburgo para estudar construção naval.
Foi relatado que al-Shehhi também se casou em 1999, realizando uma celebração atrasada em janeiro de 2000, em um casamento arranjado por seu meio-irmão com uma jovem chamada Fawzeya.

## Radicalização
Depois de se mudar para Hamburgo em 1998, al-Shehhi ajudou a formar a célula de Hamburgo com Mohamed Atta e Ramzi bin al-Shibh. Lá, suas opiniões se tornaram cada vez mais radicais. Eles se encontravam três ou quatro vezes por semana para discutir sentimentos antiamericanos e planejar possíveis ataques. Quando alguém perguntou por que ele e Atta nunca riam, al-Shehhi retrucou: "Como você pode rir quando pessoas estão morrendo na Palestina?"
Em 9 de outubro de 1999, Marwan al-Shehhi foi filmado no casamento de Said Bahaji na Alemanha com outros sequestradores do 11 de setembro, incluindo Ziad Jarrah.
No final de 1999, al-Shehhi, Atta, Ziad Jarrah, Said Bahaji e Ramzi bin al-Shibh decidiram viajar para a Chechênia para lutar contra os russos, mas foram convencidos por Khalid al-Masri e Mohamedou Ould Slahi no último minuto a mudar seus planos. Em vez disso, eles viajaram para o Afeganistão para se encontrar com Osama bin Laden e treinar para ataques terroristas. Imediatamente depois, Atta, al-Shehhi e Jarrah relataram que seus passaportes haviam sido roubados, possivelmente para apagar vistos de viagem para o Afeganistão. Após o treinamento, os sequestradores começaram a tentar esconder seu radicalismo. al-Shehhi raspou a barba e parecia para seus antigos amigos como se tivesse se tornado menos religioso. Após os ataques, uma bibliotecária em Hamburgo relatou que al-Shehhi se gabou para ela: "Haverá milhares de mortos. Você vai pensar em mim... Você verá, nos Estados Unidos algo vai acontecer. Muitas pessoas serão mortas."
Al-Shehhi voltou para a Alemanha em março de 2000 e começou a aprender a pilotar aviões. Ammar al-Baluchi, um dos organizadores financeiros mais importantes do 11 de setembro, comprou um programa de simulador de voo do Boeing 747 usando o cartão de crédito de al-Shehhi. Eventualmente, eles decidiram que as escolas de aviação na Alemanha não funcionariam para eles e optaram por treinar nos Estados Unidos.

## Nos Estados Unidos

### Educação de voo e preparação
Al-Shehhi foi o primeiro do grupo de Hamburgo a partir para os Estados Unidos. Ele chegou em Newark, New Jersey, em 29 de maio de 2000. Atta e Jarrah se juntaram a ele no mês seguinte e os três começaram a procurar escolas de aviação. Al-Shehhi e Jarrah se passaram por guarda-costas de Atta, que também estava se passando por um "membro da família real saudita", enquanto os três faziam aulas de pilotagem em Venice, Flórida. Eles registraram centenas de horas em um simulador de voo do Boeing 727. Eles receberam suas licenças até dezembro de 2000. Seus gastos foram pagos por Ali Abdul Aziz Ali. Em 26 ou 27 de dezembro, Atta, Jarrah e al-Shehhi abandonaram um Piper Cherokee que havia parado na pista do Aeroporto Internacional de Miami. Em 31 de dezembro, Atta, Jarrah e Marwan foram para o Aeroporto Opa-Locka e praticaram em um simulador de Boeing 727. Al-Shehhi começou a fazer "voos de vigilância" no verão de 2001, observando as operações das tripulações de voo e fazendo preparações finais.

### Viagens no início de 2001

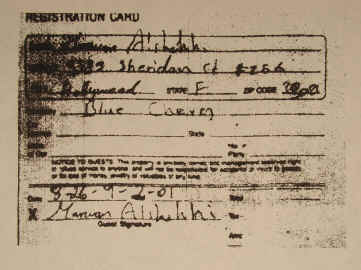
Registro de Shehhi em um motel

Ziad Jarrah, Atta e al-Shehhi, após avançarem em seu treinamento, fizeram viagens ao exterior durante o período de férias de 2000-2001. Quando Atta retornou à Flórida, al-Shehhi partiu para o Marrocos, viajando para Casablanca no meio de janeiro de 2001. A família de al-Shehhi, preocupada por não ter notícias dele, o reportou como desaparecido ao governo dos Emirados Árabes Unidos. A embaixada dos Emirados Árabes Unidos, por sua vez, entrou em contato com a polícia de Hamburgo e um representante dos Emirados Árabes Unidos tentou encontrá-lo na Alemanha, visitando mesquitas e o último endereço de al-Shehhi em Hamburgo. Após saber que sua família estava procurando por ele, al-Shehhi telefonou para eles em 20 de janeiro e disse que estava morando e estudando em Hamburgo. O governo dos Emirados Árabes Unidos então informou à polícia de Hamburgo que poderiam encerrar a busca.
Atta e al-Shehhi tiveram dificuldades ao tentar reentrar nos Estados Unidos, em 10 de janeiro e 19 de janeiro, respectivamente. Como nenhum deles havia apresentado um visto de estudante, ambos tiveram que convencer os inspetores do INS (Serviço de Imigração e Naturalização) de que deveriam ser admitidos para continuar seu treinamento de voo. Nenhum dos outros integrantes tiveram problemas ao passar pela alfândega. Após retornarem à Flórida de suas viagens, Atta e al-Shehhi visitaram a Geórgia, ficando brevemente em Norcross e Decatur, e alugando um avião monomotor para voar com um instrutor em Lawrenceville. Em 19 de fevereiro, Atta e al-Shehhi estavam na Virgínia. Eles haviam alugado uma caixa postal em Virginia Beach, descontado um cheque e depois retornaram prontamente à Geórgia, ficando em Stone Mountain. Em meados de março, Ziad Jarrah estava na Geórgia também, ficando em Decatur. No final do mês, Jarrah deixou os Estados Unidos novamente e visitou Sengün na Alemanha por duas semanas. No início de abril, Atta e al-Shehhi retornaram a Virginia Beach e fecharam a caixa postal que haviam aberto em fevereiro.
Atta e al-Shehhi voltaram a Virginia Beach depois de suas viagens na Geórgia, dirigindo-se a grande mesquita Dar Al-Hijrah, em algum momento de abril. Eles foram acompanhados lá pelos sequestradores do 11 de setembro, Nawaf al-Hazmi e Hani Hanjour, que haviam saído de San Diego e Arizona depois de morarem ou visitarem a casa de Abdussattar Shaikh, onde Khalid al-Mihdhar também havia ficado. Em janeiro, a mesquita havia contratado recentemente o mesmo imame Anwar al-Awlaki com quem Hazmi havia passado um tempo na mesquita de Rabat em San Diego. Ele se lembrou de Hazmi de San Diego, mas negou ter tido contato com Hazmi ou Hanjour na Virgínia. Atta e al-Shehhi voltaram à Flórida e se mudaram para um apartamento em Coral Springs. Atta permaneceu na Flórida, aguardando a chegada dos primeiros sequestradores. Al-Shehhi, por outro lado, comprou uma passagem para o Cairo e voou de Miami em 18 de abril. Al-Shehhi se encontrou com o pai de Atta, que declarou em uma entrevista pós-11 de setembro que al-Shehhi queria pegar a carteira de motorista internacional de Atta e algum dinheiro.
Al-Shehhi retornou a Miami em 2 de maio. Nesse dia, Atta e Jarrah estavam juntos, a cerca de 30 milhas ao norte, visitando um escritório do Departamento de Veículos Automotores em Lauderdale Lakes, Flórida, para obter carteiras de motorista da Flórida. Em meados de julho de 2001, alguns dos sequestradores e membros da célula de Hamburgo se reuniram perto de Salou, na Espanha, por um período de alguns dias a algumas semanas. Como os registros de hotéis são escassos durante parte desse período, acredita-se que eles possam ter passado muito tempo em casas seguras relacionadas ao líder da Al-Qaeda na Espanha, Imad Yarkas. Após o 11 de setembro, os investigadores espanhóis seguiram as trilhas de volta, e os eventos que descobriram foram documentados no jornal nacional espanhol El País. Testemunhas disseram aos investigadores espanhóis que viram um homem que se parecia com al-Shehhi em 17 de julho de 2001 no parque temático Universal Studios Port Aventura, ao lado de Salou, na Espanha. Um visitante que estava acompanhado por dois homens, perguntou sobre os brinquedos no balcão de atendimento ao cliente. As testemunhas indicaram que esses companheiros se assemelhavam a Ziad Jarrah, o posterior piloto do United Airlines Flight 93 e Said Bahaji, um então membro de 26 anos de idade da célula da Al-Qaeda em Hamburgo, de origem alemã-marroquina. Na Alemanha, Bahaji havia sido filmado no casamento de 1999, o qual al-Shehhi também foi registrado. Outras testemunhas em outros lugares apontaram Bahaji em fotos como um dos homens que viram na Espanha. Mas Bahaji tinha semelhança na aparência com Atta, que foi rastreado nas mesmas áreas na Espanha por meio de registros de hotéis e viagens.

### Agosto de 2001
Em 23 de agosto, o Mossad israelense supostamente forneceu o nome de al-Shehhi à CIA como parte de uma lista de 19 nomes que eles disseram estarem planejando um ataque em um futuro próximo. Apenas quatro dos nomes são conhecidos com certeza, incluindo al-Shehhi; Nawaf al-Hazmi, Mohamed Atta e Khalid al-Mihdhar.
Em 26 de agosto, Marwan registrou-se no Panther Motel em Deerfield Beach, Flórida, pagando US$ 500, dizendo que queria ficar até 2 de setembro e informando uma caixa postal da Mailboxes Etc. como seu endereço permanente. Seu registro indicava que ele estava dirigindo um Chevrolet Malibu azul, presumivelmente o mesmo alugado por Atta duas semanas antes. O gerente Richard Surma disse que flexibilizou as regras para permitir que Marwan tivesse outro homem como hóspede durante a noite. Em 28 de agosto, Marwan foi ao Aeroporto Internacional de Miami, acompanhado por um homem desconhecido, onde comprou seu bilhete para o Voo 175. Em 9 de setembro, o gerente do motel, enquanto limpava o quarto que al-Shehhi havia desocupado, encontrou uma bolsa contendo um dicionário alemão/inglês, um transferidor, manuais de voo e listagens de aeroportos locais. Outro funcionário posteriormente relatou ter encontrado um estilete.
Segundo a bibliotecária Kathleen Hensmen, Wail al-Shehri e Waleed al-Shehri usaram o acesso à Internet na Biblioteca Pública de Delray Beach em agosto de 2001, onde podem ter estado à procura de informações sobre pulverização de culturas. Supostamente, eles deixaram a biblioteca com um terceiro homem do Oriente Médio, que se acredita ser Marwan al-Shehhi e que pediu o nome de um restaurante local a Hensmen. Funcionários do Shuckum's Oyster Pub and Seafood Grill em Hollywood, Flórida, afirmaram que reconheceram Atta e Marwan como duas das pessoas que estiveram no restaurante em 7 ou 8 de setembro. Embora haja histórias variadas sobre as atividades de Atta, todas as fontes indicam que al-Shehhi bebeu rum com cola enquanto conversava com os outros. Em 9 de setembro, eles voaram para Boston. No dia seguinte, al-Shehhi e outros três sequestradores, Fayez Banihammad, Mohand al-Shehri e Satam al-Suqami, compartilharam um quarto no Milner Hotel em Boston.

### Ataques de 11 de setembro e morte
Às 5h01 da manhã de 11 de setembro, Al-Shehhi, em Boston, recebeu uma ligação do piloto sequestrador do Voo 93, Ziad Jarrah, em Newark. A chamada de cinco minutos teria sido a última vez que Jarrah e Al-Shehhi conversaram e é acreditada pelas autoridades como a confirmação mútua de que os ataques estavam prontos para começar.
Após chegar ao Aeroporto Internacional de Logan mais tarde naquela manhã, Al-Shehhi fez uma ligação para Mohamed Atta, que durou de 6h52 a 6h55 e que estava em outro lugar no mesmo aeroporto, já que os voos American 11 e United 175 partiriam de Logan para o Aeroporto Internacional de Los Angeles. Acredita-se que a chamada tenha servido ao mesmo propósito da chamada anterior de Al-Shehhi para Jarrah.
Entre 7h23 e 7h28, os cinco sequestradores embarcaram no avião, com Al-Shehhi ocupando seu assento na fileira 6C. O avião decolou às 8h14, para ser sequestrado 28 minutos após a decolagem. Os terroristas ganharam acesso à cabine de pilotagem por meios desconhecidos e assassinaram ambos os pilotos, permitindo que Al-Shehhi assumisse o controle do voo. Pouco depois do sequestro, o avião quase colidiu com outra aeronave nas proximidades, o Voo 2315 da Delta Airlines. Ao se aproximar de Nova York, Al-Shehhi viu fumaça e fogo saindo a sudeste da Torre Norte do World Trade Center após ser atingida pelo Voo 11 às 8h46 e escapou por pouco de uma segunda colisão no ar com o Voo 7 da Midwest Express ao descer em direção à Torre Sul do World Trade Center.
Voando a velocidades superiores a 500 mph (430 kn; 220 m/s; 800 km/h) enquanto transportava aproximadamente 9.100 galões (aproximadamente 34.447 litros) de combustível de jato, Al-Shehhi colidiu com o avião na Torre Sul às 9h03, entre os andares 77 e 85, matando instantaneamente a si mesmo e todos os outros a bordo, além de muitos mais dentro da Torre Sul. Mais de 600 pessoas estavam do lado contrário da zona de impacto quando o avião atingiu, metade das quais foram mortas instantaneamente. Assim, estima-se que 300 pessoas ainda estavam vivas após o impacto e ficaram presas nos andares superiores do arranha-céu danificado de forma catastrófica, agora em chamas e rapidamente cheio de fumaça. Como todos os olhos estavam nas Torres Gêmeas após o choque do Voo 11 dezessete minutos antes, o impacto do Voo 175 e a explosão que se seguiu foram vistos por milhões de pessoas em todo o mundo pela televisão ao vivo, sendo filmados e fotografados de inúmeras perspectivas. Embora o ângulo em que Al-Shehhi colidiu não tenha cortado todos os meios de escape da zona de impacto, a maioria das pessoas que sobreviveu à colisão não conseguiu usar a única escadaria intacta antes que a torre desabasse menos de uma hora depois.
Al-Shehhi voou o avião mais rápido e mais baixo na torre do que Atta, atingindo a metade leste da fachada sul da Torre Sul, perto do canto sudeste, comprometendo muito mais a integridade estrutural da torre do que a Torre Norte. Pouco antes das 9h59 da manhã, a Torre Sul desabou, tendo permanecido de pé por 56 minutos após o acidente do avião.